# Fin Bartels
Fin Bartels (* 7. Februar 1987 in Kiel) ist ein ehemaliger deutscher Fußballspieler.

## Biografie

### Familie
Bartels ist der Sohn von Nils Bartels, der als Manager beim TSV Altenholz tätig war. Sein Großvater war Kurt Bartels, der als Handballspieler und -trainer vier deutsche Meisterschaften gewann.

Er ist seit 2013 verheiratet und Vater von zwei Töchtern und einem Sohn.
Bartels ist sozial engagiert und hat gemeinsam mit Freunden den Förderverein Förde Lütten für hilfsbedürftige Kinder gegründet.

### Als Fußballer

#### Vereine
Der Offensivspieler Bartels durchlief die Jugendmannschaften des TSV Russee und der SpVg Eidertal Molfsee, bevor er zur Saison 2002/03 zu Holstein Kiel wechselte. Dort rückte er zur Spielzeit 2005/06 in den Herrenbereich auf, obwohl er noch in der A-Jugend hätte spielen können, und debütierte am 25. November 2005 in der Regionalliga Nord. In der Rückrunde etablierte sich Bartels als Stammspieler und absolvierte weitere 16 Partien für Kiel. In der Saison 2006/07 erzielte Bartels in 33 Spielen fünf Tore, Holstein Kiel stieg jedoch als Tabellenfünfzehnter in die Oberliga Nord ab.
Bartels wechselte daraufhin zum F.C. Hansa Rostock, bei dem er in der Saison 2007/08 dem von Frank Pagelsdorf trainierten Bundesligakader des Aufsteigers angehörte, zunächst aber für Einsätze in der von Thomas Finck trainierten zweiten Mannschaft vorgesehen war, die 2007/08 in der Oberliga Nordost spielte. Sein Debüt in der Bundesliga gab Bartels am 6. Oktober 2007, als er in der Schlussphase der Partie gegen den VfL Wolfsburg eingewechselt wurde. Nachdem er am 25. November 2007 gegen den Hamburger SV erstmals über die volle Spielzeit eingesetzt worden war, spielte er sich in der Winterpause in die Stammformation. Am 29. Januar 2008 debütierte er auch im DFB-Pokal und erzielte am 1. März gegen Arminia Bielefeld per Fallrückzieher sein erstes Bundesligator. Zum Saisonende stieg er jedoch mit Rostock in die 2. Bundesliga ab, in der Rostock in den Spielzeiten 2008/09 und 2009/10 gegen den Abstieg in die 3. Liga spielte. Dabei erzielte Bartels insgesamt 10 Tore in 58 Zweitliga-Einsätzen, die Mannschaft belegte 2010 jedoch den 16. Platz der Abschlusstabelle und musste somit in zwei Relegationsspielen gegen den FC Ingolstadt antreten, in deren Folge Hansa in die dritte Spielklasse abstieg.
Bartels, dessen Vertrag auslief, wechselte zur Saison 2010/11 zum Erstliga-Aufsteiger FC St. Pauli. In seinem ersten Bundesligaspiel für St. Pauli wurde er beim 3:1-Auswärtssieg in Freiburg in der 68. Minute eingewechselt, legte gleich ein Tor auf und erzielte zudem einen eigenen Treffer. Nachdem er an den ersten fünf Spieltagen jeweils nach ca. 60 Minuten eingewechselt worden war, kam er am 6. Spieltag im Heimspiel gegen Borussia Dortmund erstmals für den FC St. Pauli in der Bundesliga über 90 Minuten zum Einsatz. Im Laufe der Saison entwickelte er sich zur Stammkraft bei der Mannschaft vom Millerntor. Am 19. Februar 2011 gewann Bartels mit dem FC St. Pauli im Nachholspiel im Hamburger Volksparkstadion das Stadtderby gegen den Hamburger SV mit 1:0, was für den Stadtteilverein den ersten Sieg im Derby seit 1977 bedeutete. Den Coup gegen den großen Stadtrivalen, der in den zwei vorangegangenen Saisons im europäischen Wettbewerb jeweils das Halbfinale erreicht hatte (2009 und 2010), bezeichnete er im Februar 2021 als „großes Highlight in meiner Karriere“, da der favorisierte Gastgeber vom Volkspark seinerzeit „um die internationalen Plätze gespielt [hat]“, während der Klub vom Kiez als „absoluter Außenseiter“ galt. Durch den Derbysieg war St. Pauli die beste Rückrundenmannschaft, jedoch gewann der Verein kein Spiel mehr und stieg als Tabellenletzter wieder in die Zweite Bundesliga ab.
In der Zweitligasaison 2011/12 wurde Bartels gemeinsam mit Max Kruse und Florian Bruns Leistungsträger im Mittelfeld St. Paulis, den angestrebten Wiederaufstieg verfehlte der Verein. In den weiteren Jahren beim FC St. Pauli entwickelte sich Bartels zu einem absoluten Leistungsträger. Im Dezember 2013 wurde sein sehenswerter Treffer gegen den 1. FC Union Berlin zum Tor des Monats vorgeschlagen.
Nach dem Auslaufen seines Vertrags wechselte Bartels zur Saison 2014/15 zu Werder Bremen. Er unterschrieb dort einen Vertrag bis zum 30. Juni 2017. Auch bei Werder Bremen eroberte er sich schnell einen Stammplatz und stand ab dem 3. Spieltag immer in der Anfangsformation. In der Hinrunde der Saison 2014/15 kam er auf 16 Bundesligaeinsätze und erzielte dabei 4 Treffer. Auch in den weiteren Jahren war er in Bremen fast durchgängig Stammspieler und Leistungsträger. Daher verlängerte er im März 2018 nach 104 Bundesligaspielen und 22 Toren für die Bremer seinen schon einmal verlängerten Vertrag vorzeitig bis 2020. Ein Achillessehnenriss im Dezember 2017 gegen Borussia Dortmund setzte ihn insgesamt über ein Jahr außer Gefecht.
Nach seinem Vertragsende bei Werder Bremen kehrte Bartels zur Saison 2020/21 zu seinem Jugendverein Holstein Kiel zurück. Er unterschrieb beim Zweitligisten einen bis zum 30. Juni 2022 gültigen Vertrag, dessen Laufzeit im Februar 2022 bis zum 30. Juni 2023 verlängert wurde. Sein Treffer gegen den 1. FC Nürnberg am 16. Dezember 2020 (12. Spieltag) wurde in der Sportschau zum Tor des Monats gewählt. 2021 schoss Bartels den vorzeitigen Ausgleich im DFB-Pokalspiel gegen den FC Bayern München. Der FC Bayern München unterlag letztlich im Elfmeterschießen, in dem Bartels den entscheidenden Elfmeter verwandelte.
Obwohl der Verein ihm eine weitere Verlängerung anbot, beendete Bartels nach der Saison 2022/23 seine aktive Laufbahn. Er schloss sich der zweiten Mannschaft seines Jugendvereins Molfsee an und spielte in der neuntklassigen Kreisklasse A. In den folgenden beiden Spielzeiten gelang der Mannschaft jeweils der Aufstieg, so dass sie in der Saison 2025/26 in der Verbandsliga Schleswig-Holstein antritt.

#### Nationalmannschaft
Im Mai 2008 debütierte Bartels im Freundschaftsspiel gegen Dänemark für die deutsche U-21-Nationalmannschaft. Er wurde in der 61. Spielminute für Barış Özbek eingewechselt. Es blieb sein einziges U-21-Länderspiel.

#### Auszeichnungen
- Torschütze des Monats: Dezember 2020[11]